# سوئیفت شیپز مدل ۳۵ پی بی ۱۲۰۸ ای-۱۴۵۵
سوئیفت شیپز مدل ۳۵ پی بی ۱۲۰۸ ای-۱۴۵۵ (به انگلیسی: Swiftships Model 35PB1208 E-1455) یک کشتی است که طول آن 35.06 metres می‌باشد.